# Nusinersen
Nusinersen, vendido com o nome comercial Spinraza, é um medicamento empregado no tratamento da Amiotrofia muscular espinhal, uma doença de etiologia genética manifestada por fraqueza muscular causada por lesões dos neurónios motores do corno anterior da medula espinhal e dos neurónios motores inferiores do tronco encefálico.